# Отношения между Египет и Русия
Дипломатическите отношения между Русия и Египет са установени на 26 август 1943 година.
През 1950-те и 1960-те години Египет е важен партньор на СССР в Близкия изток. Въпреки това, след промяна на политиката на президента А. Садат в началото на седемдесетте години в отношенията между двете страни настъпва охлаждане. Затопляне на отношенията между двете страни се наблюдава в средата на осемдесетте години благодарение на личното участие на тогавашния президент на Египет Хосни Мубарак.
През годините руско-египетските отношенията, отиват на ново ниво. Двете страни участват в активен политически диалог. Основен принос за развитието на отношенията дава работното посещение на руския президент Владимир Путин в Египет на 26 – 27 април 2005 г. – първата визита в последните четиридесет години на руски държавен глава в Кайро. Резултатът от нея е приемането на съвместна декларация за задълбочаване на приятелските отношения и партньорството между Русия и Египет, която гласи, че през последните години те са достигнали до ново ниво на стратегическо партньорство.
Президентът на Египет Хосни Мубарак посещава Русия през септември 1997, април 2001, май 2004, ноември 2006 и март 2008 година, а през юни 2003 се среща с лидера на Русия на срещата на Г-8 в Евиан, Франция. През последните години са проведени няколко телефонни разговори между президентите на Русия и Египет (4 май 2007 във връзка с излъчването на руски арабоезичен телевизионен канал „Русия Ал Яум“ (Русия днес), 4 май 2008 г. във връзка с 80-годишнината на Мубарак, 5 август 2008 (Владимир Путин за министър-председател) за задълбочаването на двустранните отношения).
През ноември 2004 г. в Кайро на официално посещение е руският премиер Михаил Фрадков. През ноември 2008 г., за връщане на официалното посещение, египетският министър-председател А. Назиф посещава Русия.
Редовните контакти на външните министри на двете държави. На 4 септември 2004 по време на посещението на Сергей Лавров в Египет бил подписан протокол за стратегическо сътрудничество и диалог между Министерството на външните работи на Руската федерация и Министерството на външните работи на Арабска република Египет. Посещението в Москва на министрите на външните работи на Египет (юни 1996 г., февруари 2000 г., май 2002 г., октомври 2005 г., декември 2007 г.), министрите на външните работи на Русия в Египет (април 1999 г., март и ноември 2000 г., февруари 2001 г., юли 2003 г., септември 2004 г., декември 2006 г.). През ноември 2004 г. и май 2007 г., Лавров взе участие в провелите се в Шарм ел-Шейх международни срещи на министерско равнище във връзка с Ирак, през ноември 2008 г. – в БВУ.
На два пъти (през март 2005 г. и юли 2006 г.) в Египет, беше секретара на Съвета за сигурност на Руската федерация.
Създаден и функционира двустрнния Работен комитет на високо равнище, оглавявана от заместник-министър на външните работи на всяка страна (от руски – Александър Салтанов). Споразумението за това беше определено в съвместно изявление на президентите на Русия и Египет, приета по време на срещата на върха в Кайро през април 2005 г. Имало е три срещи на комитета – през март и ноември 2006 г. в Кайро, през юни 2007 г. в Москва.
След разговорите в Кайро през октомври 2005 г., специален пратеник на руския президент по международното сътрудничество в борбата срещу тероризма и транснационалната организирана престъпност, А.Е Сафонова били установени двустранни (междуведомствена) Работна група за противодействие на тероризма. Проведени били три заседания, последното – през април 2008 г. в Москва.
Разработване на междупарламентарни връзки. 28 – 29 март 2005 се състояло официално посещение в Египет на председателя на Съвета на федерацията на Руското федерално събрание Сергей Миронов. През април 2006 г., в Москва бил председателя на народното събрание на Египет А.Ф Сурур, който е и ръководител на египетското общество на дружбата „Египет и Русия.“ Многократно посщавал Кайро, председателя на Съвета на федерацията на комисията по международните въпроси М.Маргелов.

## Търговски и икономически отношения
В продължение на много години Египет е един от водещите ни търговски партньори в Близкия изток и Африка. С помощта на Съветския съюз в Египет са построени 97 промишлени обекти, много от които, особено Асуанската язовирна стена, Хелуанския металургичен комбинат, завод за алуминий в Наг Хамади, и все още играят важна роля в египетската икономика.
В пост-съветския период обхвата на двустрните взаимодействие са значително намалени. Въпреки това, през последните години, бележат стабилен растеж. Обемът на взаимната търговия със стоки и услуги през 2008 г. (за първите 10 месеца) в размер на 3,4 милиарда долара (през 2007 г. – 4,2, през 2006 г. – 2,36), включително и действителния оборот на, 7 млрд. евро (през 2007 г. – 2,1, през 2006 г. – 1,36). Износа от Русия голяма част заета от суровините и храните, по-специално на дървен материал (27%), цветни метали (15%), пшеница (40%) дял на механични и електрически стоки – 14%. Вносът от Египет се състои главно от селскостопански продукти (цитрусови плодове, зеленчуци), както и потребителски стоки.
Много динамично развитие на сътрудничеството в областта на туризма: броят на руснаците, посетили Египет през 2009 г. достигна 2 милиона (през 2007 г. – 1,5 млн. в 2006 – 1000000).
От септември 1997 г. е имало шест заседания на съвместния руско-египетска комисия за търговия, икономическо и научно-техническо сътрудничество, последната – 18 – 19 март 2008 г. в Кайро. Председателят на руската страна (януари 2008 г.) е министър на промишлеността и енергетиката Виктор Христенко (заменен от бившия шеф на Роспром Б.Алешин), Египет – Министърът на търговията и промишлеността Р.М Рашид.

## Култура
Културните връзки между две страни имат дълга история и остават важна част от целия комплекс на двустранното сътрудничество. В основата на тяхната правна рамка е междуправителствено споразумение за културно сътрудничество от 1995 година.
В институциите на изкуството и културата на Египет (Кайро операта, консерваторията и т.н.), въз основа на договор за обмен работни групи от артисти и преподаватели от Русия и други държави от ОНД.
В продължение на няколко години в Египет действа Център за изследвания на египтология, провеждане на реставрация и археологически работи в сътрудничество с египетския Върховен съвет по антиките.
Развиват се междуакадемични контакти. През март 2006 г. по време на посещение в Кайро на делегация на академията на науките, водена от заместник-председателя, академик Н.А Плате. РАН и Египетската Академия за научни изследвания и технологии подписаха споразумение за двустранно сътрудничество, който предвижда засилване на контактите между руски и египетски учени. През ноември 2008 г., Египет посетил президента на Руската Академия на науките Юрий Осипов.
През последните години станаха много по-активни двустранни отношения в областта на науката и образованието. 23 – 25 май 2005 г. в изпълнение на споразуменията, постигнати на априлската срещата на върха в Кайро, и състоялото се посещение на египетския министър на образованието и науката на Русия А.А Фурсенко. 15 август 2006 в Москва подписаха протокол между Министерството на образованието и науката на Русия и Министерството на висшето образование и научните изследвания на Египет за сътрудничество в областта на образованието.
Особено внимание в рамките на сътрудничеството в тази област се отделя на проектът на египетско-руския университет (ЕРУ), споразумение за създаването на който се определя от съвместното изявление на президентите на Русия и Египет за резултатите от посещението на В. Путин в Кайро. 15 юли 2006 година на президента на Египет подписа указ за създаване на ЕРУ, и през същата година той набира първата група от студенти.
Успешно се развиват контактите между институции на висшето образование на двете страни. За хилядите руснаци, най-вече от субектите на Федерацията с преобладаващо мюсюлманско население, се обучават в най-големия университет в мюсюлманския свят „Ал-Азхар“ в Кайро.
Продължава да се развива правната основа на двустранните отношения. В етапа на разработване се намират проекти за двустранни споразумения за сътрудничество в наказателно-правна сфера и на междуправителствени споразумение за взаимно облекчаване на визовия режим, както и редица междуведомствени документи.
На 26 декември 1991 Египет признава Руската Федерация като наследник на бившия СССР.